# Гетьман України
Гетьман усієї України — колишня найвища урядова політична посада України, яка була еквівалентом голови держави.

## Коротка історія
Формально першим гетьманом був Дмитро «Байда» Вишневецький, але вперше посада була заснована Богданом Хмельницьким у часи національно-визвольної революції в середині XVII століття. Напередодні Зборівської битви король Ян II Казимир зі свого боку номінував на неї Семена Забузького, але через поразку змушений був підписати Зборівський договір, згідно з яким вона все ж була визнана за Хмельницьким. Протягом цього періоду посада була виборною. Всі вибори, крім перших, затверджувалися Радою Старшини в Чигирині, який до 1669 року слугував столицею Війська Запорозького.
Від часі Переяславської ради 1654 року декілька полковників та іншої старшини змовилися з Московським царством та 1663 провели Чорну раду в Ніжині, яка обрала Івана Брюховецького, як альтернативного гетьмана. Від часів поразки Петра Дорошенка в 1669 році титул Гетьмана було прийнято обраними проросійськими "гетьманами", резиденція яких знаходилася в Батурині. В ході Великої Північної війни один з них, Іван Мазепа, вирішив повстати проти російського панування в 1708 році, що пізніше призвело до жахливих наслідків для Війська Запорозького, як і для Запорозької Січі. Адміністрація була перенесена в Глухів де лялька Мазепи була публічно страчена й піддана анафемі Російською православною церквою. Пізніше, в кінці XVIII століття вона була успішно скасована урядом Росії при розширенні території Російської імперії до узбережжя Чорного моря.
У 1764 році російська імператриця Катерина II видала секретну інструкцію для князя Вяземського, який був генерал-прокурором Правлячого Сенату.
Посаду відновив в 1918 році український генерал Павло Скоропадський, онук колишнього гетьмана України Івана Скоропадського. На сесії Української Центральної Ради 29 квітня 1918 року було оголошено «Закони про тимчасовий державний устрій України» які заклали правову основу для нової посади. Павло Скоропадський перетворює Україну на автократичну Українську Державу під протекторатом Центральних держав, вигнавши більшовицькі сили Радянської Росії. Протягом його правління партія більшовиків була заборонена вперше на території України. За його правління в Україні відбулась політика українізації, запровадження валюти «гривня», відкриття близько сотні українських гімназій, запровадження української мови у шкільну програму, при ньому було відкрито низку українських державних університетів. Відбулась стабілізація в країні, покращення економіки та покращення міжнародних відносин з Україною. Після повстання під проводом Директорії, Павло Скоропадський був змушений зректися титулу, передати державну владу Кабінету Міністрів України й вирушити у вигнання до Німеччини.

### Гетьмани
| Єдина Гетьманщина  | Єдина Гетьманщина | Єдина Гетьманщина   | Єдина Гетьманщина                                                                                            |
| ------------------ | ----------------- | ------------------- | --- |
| 1648—1657          |                   | Богдан Хмельницький | організатор Хмельниччини, засновник держави Війська Запорозького. 1654 року прийняв московський протекторат. |
| 1657               |                   | Юрій Хмельницький   | син Богдана, позбавлений булави до досягнення повноліття.                                                    |
| 1657—1659          |                   | Іван Виговський     | 1658 року прийняв польський протекторат.                                                                     |
| 1659—1660          |                   | Юрій Хмельницький   | 1659 року повернувся до російського протекторату, але 1660 року прийняв польський протекторат.               |
| Розкол Гетьманщини |                   |                     | |

| Правобережжя           | Правобережжя          | Правобережжя          | Правобережжя             | Лівобережжя            | Лівобережжя            | Лівобережжя            | Лівобережжя                                                                                      |
| ---------------------- | --------------------- | --------------------- | ------------------------ | ---------------------- | ---------------------- | ---------------------- | ------------------------------------------------------------------------------------------------ |
| Польський протекторат  | Польський протекторат | Польський протекторат | Польський протекторат    | Російський протекторат | Російський протекторат | Російський протекторат | Російський протекторат                                                                           |
| 1660—1663              |                       | Юрій Хмельницький     | 1663 року зрікся булави. | 1660—1663              |                        | Яким Сомко             | наказний гетьман.                                                                                |
| 1663—1665              |                       | Павло Тетеря          |                          | 1663—1668              |                        | Іван Брюховецький      | 1663 року підписав Батуринські, а 1665 року — Московські статі, які обмежили козацьку автономію. |
| 1665—1668              |                       | Петро Дорошенко       | Петро Дорошенко          | 1663—1668              |                        | Іван Брюховецький      | 1663 року підписав Батуринські, а 1665 року — Московські статі, які обмежили козацьку автономію. |
| Об'єднання Гетьманщини |                       |                       |                          |                        |                        |                        |                                                                                                  |
| 1668— 1669             |                       | Петро Дорошенко       | Петро Дорошенко          | Петро Дорошенко        | Петро Дорошенко        | Петро Дорошенко        | Петро Дорошенко                                                                                  |

| Повторний розкол Гетьманщини    | Повторний розкол Гетьманщини | Повторний розкол Гетьманщини                            | Повторний розкол Гетьманщини | Повторний розкол Гетьманщини | Повторний розкол Гетьманщини | Повторний розкол Гетьманщини | Повторний розкол Гетьманщини | Повторний розкол Гетьманщини |
| Правобережжя                    | Правобережжя                 | Правобережжя                                            | Правобережжя                 | Правобережжя                 | Правобережжя                 | Лівобережжя                  | Лівобережжя                  | Лівобережжя                  |
| ------------------------------- | ---------------------------- | ------------------------------------------------------- | ---------------------------- | ---------------------------- | ---------------------------- | ---------------------------- | ---------------------------- | ---------------------------- |
| Османський протекторат          | Османський протекторат       | Османський протекторат                                  | Польський протекторат        | Польський протекторат        | Польський протекторат        | Російський протекторат       | Російський протекторат       | Російський протекторат       |
| 1669—1676                       |                              | Петро Дорошенко                                         | 1669—1674                    |                              | Михайло Ханенко              | 1669—1672                    |                              | Дем'ян Многогрішний          |
| 1678—1681                       |                              | Юрій Хмельницький                                       | 1675—1679                    |                              | Остап Гоголь                 | 1672—1687                    |                              | Іван Самойлович              |
| 1681—1683                       |                              | Георге Дука (володар), Іван Драгинич (наказний гетьман) | 1683—1684                    |                              | Стефан Куницький             | 1687—1708                    |                              | Іван Мазепа                  |
| 1684 — 1685                     |                              | Димитрій Кантакузіно (володар)                          | 1684—1689                    |                              | Андрій Могила                | 1687—1708                    |                              | Іван Мазепа                  |
| 1684 — 1685                     |                              | Теодор Сулименко                                        | 1689—1692                    |                              | Григорій Гришко              | 1687—1708                    |                              | Іван Мазепа                  |
| 1685                            |                              | Яким Самченко                                           | 1693—1702                    |                              | Самійло Іванович Самусь      | 1687—1708                    |                              | Іван Мазепа                  |
| 1685—1695                       |                              | Степан Лозинський                                       | 1693—1702                    |                              | Самійло Іванович Самусь      | 1687—1708                    |                              | Іван Мазепа                  |
| 1696—1698                       |                              | Іван Багатий                                            | 1693—1702                    |                              | Самійло Іванович Самусь      | 1687—1708                    |                              | Іван Мазепа                  |
| 1698—1702                       |                              | Петро Іваненко (Петрик)                                 | 1693—1702                    |                              | Самійло Іванович Самусь      | 1687—1708                    |                              | Іван Мазепа                  |
| 1702—1704                       |                              | Самійло Самусь                                          | 1693—1702                    |                              | Самійло Іванович Самусь      | 1687—1708                    |                              | Іван Мазепа                  |
| Повторне об'єднання Гетьманщини |                              |                                                         |                              |                              |                              |                              |                              |                              |
| 1704— 1709                      |                              | Іван Мазепа                                             | Іван Мазепа                  | Іван Мазепа                  | Іван Мазепа                  | Іван Мазепа                  | Іван Мазепа                  | Іван Мазепа                  |

| ІІІ розкол Гетьманщини | ІІІ розкол Гетьманщини | ІІІ розкол Гетьманщини | ІІІ розкол Гетьманщини | ІІІ розкол Гетьманщини | ІІІ розкол Гетьманщини  | ІІІ розкол Гетьманщини | ІІІ розкол Гетьманщини | ІІІ розкол Гетьманщини |
| Правобережжя           | Правобережжя           | Правобережжя           | Правобережжя           | Правобережжя           | Правобережжя            | Лівобережжя            | Лівобережжя            | Лівобережжя            |
| ---------------------- | ---------------------- | ---------------------- | ---------------------- | ---------------------- | ----------------------- | ---------------------- | ---------------------- | ---------------------- |
| Шведський протекторат  | Шведський протекторат  | Шведський протекторат  | Османський протекторат | Османський протекторат | Османський протекторат  | Російський протекторат | Російський протекторат | Російський протекторат |
| 1708—1709              |                        | Іван Мазепа            | 1712—1714              |                        | Петро Іваненко (Петрик) | 1708—1722              |                        | Іван Скоропадський     |
| 1709—1742              |                        | Пилип Орлик            | 1714—1733              |                        | Костянтин Гордієнко     | 1722—1724              |                        | Павло Полуботок        |
| 1709—1742              | 1733—1742              | Пилип Орлик            |                        | Пилип Орлик            | 1727—1734               |                        | Данило Апостол         |                        |
| 1709—1742              | 1765—1781              | Пилип Орлик            |                        | Яків Рудзевич          | 1750—1764               |                        | Кирило Розумовський    |                        |

## Гетьман усієї України
| 1918—1948 |  | Павло Скоропадський | Гетьман Всієї України; голова Української Держави |

## Гетьманат у еміграції
| 1948—1957 |  | Данило Скоропадський | Син Павла Скоропадського, лідер гетьманського руху в українській діаспорі. Фактично Україною ніколи не керував. |